# Dīzaj (ort i Iran)
Dīzaj (persiska: دیزج, ديزَجِ طَويل, Dīzaj-e Ţavīl) är en ort i Iran.   Den ligger i provinsen Västazarbaijan, i den nordvästra delen av landet, 700 km nordväst om huvudstaden Teheran. Dīzaj ligger 922 meter över havet och antalet invånare är 410.
Terrängen runt Dīzaj är kuperad åt nordväst, men åt sydost är den platt.Runt Dīzaj är det ganska glesbefolkat, med 39 invånare per kvadratkilometer. Närmaste större samhälle är Showţ, 12,3 km söder om Dīzaj. Trakten runt Dīzaj består i huvudsak av gräsmarker.